# Medalha de Valor
A Medalha de Valor (em chinês:  英勇獎章) é uma condecoração macaense, atribuída desde 2001 pelo governo da Região Administrativa Especial de Macau, em reconhecimento às contribuições significativas pela manifestação de braveza nas funções públicas da Região Administrativa Especial de Macau da República Popular da China.

## Lista de galardoados
| Ano  | Galardoados |
| ---- | --- |
| 2001 | Grupo de Operações Especiais da Unidade Tática de Intervenção da Polícia do Corpo de Polícia de Segurança Pública                                                    |
| 2001 | Departamento de Investigação Criminal da Polícia Judiciária |
| 2002 | Grupo de Proteção de Altas Entidades e Instalações Importantes da Unidade Tática de Intervenção da Polícia do Corpo de Polícia de Segurança Pública                  |
| 2003 | Corpo de Bombeiros |
| 2003 | Serviços de Saúde |
| 2005 | Agentes voluntários de saúde de Macau na equipa de socorro internacional da China ao sismo do Sul da Ásia                                                            |
| 2005 | Departamento da Propriedade Intelectual dos Serviços de Alfândega |
| 2007 | Grupo D do 2.º Departamento de Investigação da Direção dos Serviços contra a corrupção do Comissariado Contra a Corrupção                                            |
| 2008 | Equipa médica de assistência a Sichuan do Centro Hospitalar Conde de São Januário                                                                                    |
| 2008 | Equipa médica de assistência a Sichuan do Hospital Kiang Wu |
| 2012 | Ma Io Weng |
| 2012 | Cheong Mun Hong |
| 2014 | Divisão de Investigação e Combate ao Tráfico de Estupefacientes da Polícia Judiciária                                                                                |
| 2014 | Socorristas das Divisões de Operações e de Ambulâncias do Corpo de Bombeiros                                                                                         |
| 2016 | Grupo de vacinação para a prevenção de doenças dos Serviços de Saúde                                                                                                 |
| 2016 | Comissariado de Trânsito de Macau do Departamento de Trânsito do Corpo de Polícia de Segurança Pública                                                               |
| 2017 | Equipa de mergulhadores dos Serviços de Alfândega de Macau |
| 2017 | Grupo de Patrulha Especial do Corpo de Polícia de Segurança Pública                                                                                                  |
| 2017 | Equipa de Operações Especiais de Socorro do Corpo de Bombeiros |
| 2017 | Centro de Prevenção e Controlo da Doença dos Serviços de Saúde |
| 2018 | Centro de Operações de Proteção Civil |
| 2018 | Serviço de urgência do Centro Hospitalar Conde de São Januário |
| 2018 | Chao Ka Cheong |
| 2019 | Equipa Internacional de Emergência Médica da China (RAEM) |
| 2020 | Centro de Prevenção e Controlo da Doença dos Serviços de Saúde |
| 2020 | Serviço de pneumologia do Centro Hospitalar Conde de São Januário dos Serviços de Saúde                                                                              |
| 2020 | Gabinete de Gestão de Crises do Turismo |
| 2020 | Departamento de Fiscalização Alfandegária dos Postos Fronteiriços dos Serviços de Alfândega da Região Administrativa Especial de Macau da República Popular da China |
| 2020 | Equipa de ambulâncias para doenças infeciosas do Corpo de Bombeiros                                                                                                  |
| 2020 | Departamento de Controlo Fronteiriço do Corpo de Polícia de Segurança Pública                                                                                        |
| 2020 | Departamento de Informações e Apoio da Polícia Judiciária |